# 胡竣傑
胡竣傑（1980年4月2日—） ，原名胡瑞傑、胡瑞泓，為台灣的棒球選手，曾經效力於中華職棒興農牛隊，守備位置為投手。

## 經歷
- 臺北縣樹林國中
- 臺北縣中華中學青棒隊練習生
- 台灣電力棒球隊
- 臺北縣明德國中青少棒隊助理教練
- 大葉大學棒球隊
- 輔仁大學棒球隊
- 興農牛隊代訓球員（2006年）
- 中華職棒興農牛隊（2007年—2008年）
- 台北縣成棒隊→新北市成棒隊（2009年—2012年）
- 新北市土城國小少棒隊教練（2012年—）
- 新竹市新竹高工青棒隊總教練（2017年）
- 苗栗縣大成高中青棒隊教練（2018年—2022年）
- Sunday女子棒球隊教練（2018年—2019年）
- 苗栗縣中興商工青棒隊總教練（2022年—）

## 職棒生涯成績
| 年度 | 球隊   | 出賽 | 先發 | 勝投 | 敗投 | 中繼 | 救援 | 完投 | 完封 | 四壞 | 三振 | 責失 | 投球局數 | 自責分率 | 被上壘率 |
| ---- | ------ | ---- | ---- | ---- | ---- | ---- | ---- | ---- | ---- | ---- | ---- | ---- | -------- | -------- | -------- |
| 2007 | 興農牛 | 14   | 1    | 0    | 1    | 0    | 0    | 0    | 0    | 11   | 9    | 12   | 15.0     | 7.20     | 2.00     |
| 2008 | 興農牛 | 9    | 0    | 0    | 0    | 0    | 0    | 0    | 0    | 2    | 1    | 6    | 6.2      | 8.10     | 2.55     |
| 合計 | 2年    | 23   | 1    | 0    | 1    | 0    | 0    | 0    | 0    | 13   | 10   | 18   | 21.2     | 7.48     | 2.17     |

## 特殊事蹟
- 2007年5月4日，職棒一軍生涯初登板於台中棒球場對戰兄弟象隊，於6局上登板投一局。
- 2007年9月9日，職棒一軍生涯初先發於新莊棒球場對戰統一獅隊擔任先發投手，主投2.1局被擊出4支安打，吞下生涯首敗。

## 外部連結
- 胡竣傑在台灣棒球維基館上的頁面（繁體中文）
- 球員資訊和成績在中華職棒官網（中文）